# Pekka Ala-Pietilä
Pekka Ala-Pietilä (* 13. Januar 1957 in Asikkala) ist ein finnischer Manager und Unternehmer.

## Leben
Pekka Ala-Pietilä studierte an der Helsinki School of Economics and Business Administration und schloss 1985 mit einem Master in Wirtschaftswissenschaften ab. Von 1984 bis 2005 war Ala-Pietilä in verschiedenen Positionen bei Nokia tätig, unter anderem von 1992 bis 1998 als Vorstandsvorsitzender von Nokia Mobile Phones. Von 1999 bis 2005 war Ala-Pietilä Präsident des Gesamtkonzerns von Nokia.
Nachdem Ala-Pietilä Nokia 2005 verlassen hatte, gründete er zusammen mit seinem ehemaligen Studienfreund Antti Öhrling den virtuellen Mobilfunkbetreiber Blyk. Ala-Pietilä war von 2006 bis 2011 im Vorstand des Unternehmens. Von August 2011 bis zu seinem Austritt von Blyk war er dort auch Vorstandsvorsitzender.
Von 2002 bis 2021 gehörte Ala-Pietilä dem Aufsichtsrat der SAP an. Am 
15. Mai 2024 wurde er auf der Hauptversammlung des Unternehmens mit 95,5 % Zustimmung der Aktionäre erneut als Mitglied in den Aufsichtsrat der SAP gewählt, nachdem SAP im Februar 2024 überraschend mitgeteilt hatte, dass der bisher für den Vorsitz designierte Punit Renjen den Aufsichtsrat verlassen würde. In der an die Hauptversammlung anschließenden konstituierenden Sitzung des SAP-Aufsichtsrates wurde Ala-Pietilä am 15. Mai 2024 als Nachfolger von Hasso Plattner zum Vorsitzenden des SAP-Aufsichtsrats gewählt.

## Mitgliedschaft und Vorsitz in weiteren Gremien
- 2006–2017: Mitglied im Board of Directors von Pöyry PLC in Helsinki.[2]
- 2011–2015: Vorsitzender des Board of Directors von Solidium Oy in Helsinki.[2]
- Seit 2012 gehörte Ala-Pietilä dem Board of Directors von Huhtamäki Oy in Espoo an und war von 2013 bis 2024 Vorsitzender dieses Gremiums.[2]
- Seit 2014 Mitglied und stellvertretender Vorsitzender des Board of Directors von Sanoma Corporation in Helsinki und seit 2016 deren Vorsitzender.[2]
- 2017–2019: Vorsitzender des Board of Directors von Finland’s Artificial Intelligence Programme in Helsinki.[2]
- 2018–2019: Vorsitzender des Board of Directors von Netcompany A/S in Kopenhagen.[2]
- 2018–2020: Vorsitzender der High-Level-Expertengruppe zu Künstlicher Intelligenz bei der Europäischen Kommission in Brüssel.[2]
- Seit 2021 Mitglied des Board of Directors der Climate Leadership Coalition in Helsinki.[2]
- Seit 2021 Vorsitzender des Aufsichtsrats der HERE Technologies B.V. in Amsterdam.[2]

## Privates
Pekka Ala-Pietilä ist verheiratet und hat drei Kinder.

## Auszeichnungen und Würdigungen
- 1995 Ehrendoktorwürde (Technologie), Universität Tampere, Finnland.[2]
- 2001 Ehrendoktorwürde (Wirtschaftswissenschaften), Helsinki School of Economics and Business Administration, Finnland.[2]